# Tordylium komarovii
Tordylium komarovii är en flockblommig växtart som beskrevs av Ida P. Mandenova. Tordylium komarovii ingår i släktet Tordylium och familjen flockblommiga växter. Inga underarter finns listade i Catalogue of Life.